# Людмила Тодорова Живкова
Людмила Тодорова Живкова (26 липня 1942, с. Говедарці, Болгарське царство— 21 липня 1981, Софія, Народна республіка Болгарія) — болгарська державна, громадська та культурна діячка часів НРБ, донька багаторічного комуністичного лідера Тодора Живкова. Член Політбюро Болгарської комуністичної партії (1979—1981 рр.), Голова Комітету з питань культури і мистецтва (1975—1981 рр.).

## Біографія

### Походження та освіта
Народилася в сім'ї болгарського революціонера Тодора Живкова і Мари Малєєвої в селі Говедарці громади Самоков. У 1965 році закінчила історичний факультет Софійського університету ім. Климента Охридського. Працювала старшим науковим співробітником в Інституті балканістіки Болгарської Академії наук. У 1967 році вступила до лав БКП. Спеціалізувалася в області історії мистецтв в Московському державному університеті (1970) і в Оксфорді. Нею написано низку монографій, досліджень і статей, виданих в Болгарії і за кордоном, присвячені історії культури і мистецтва.
1971 р. захистила кандидатську дисертацію на тему «Англо-турецькі відносини у 1933—1939 рр.»

### Політична кар'єра та культурна діяльність

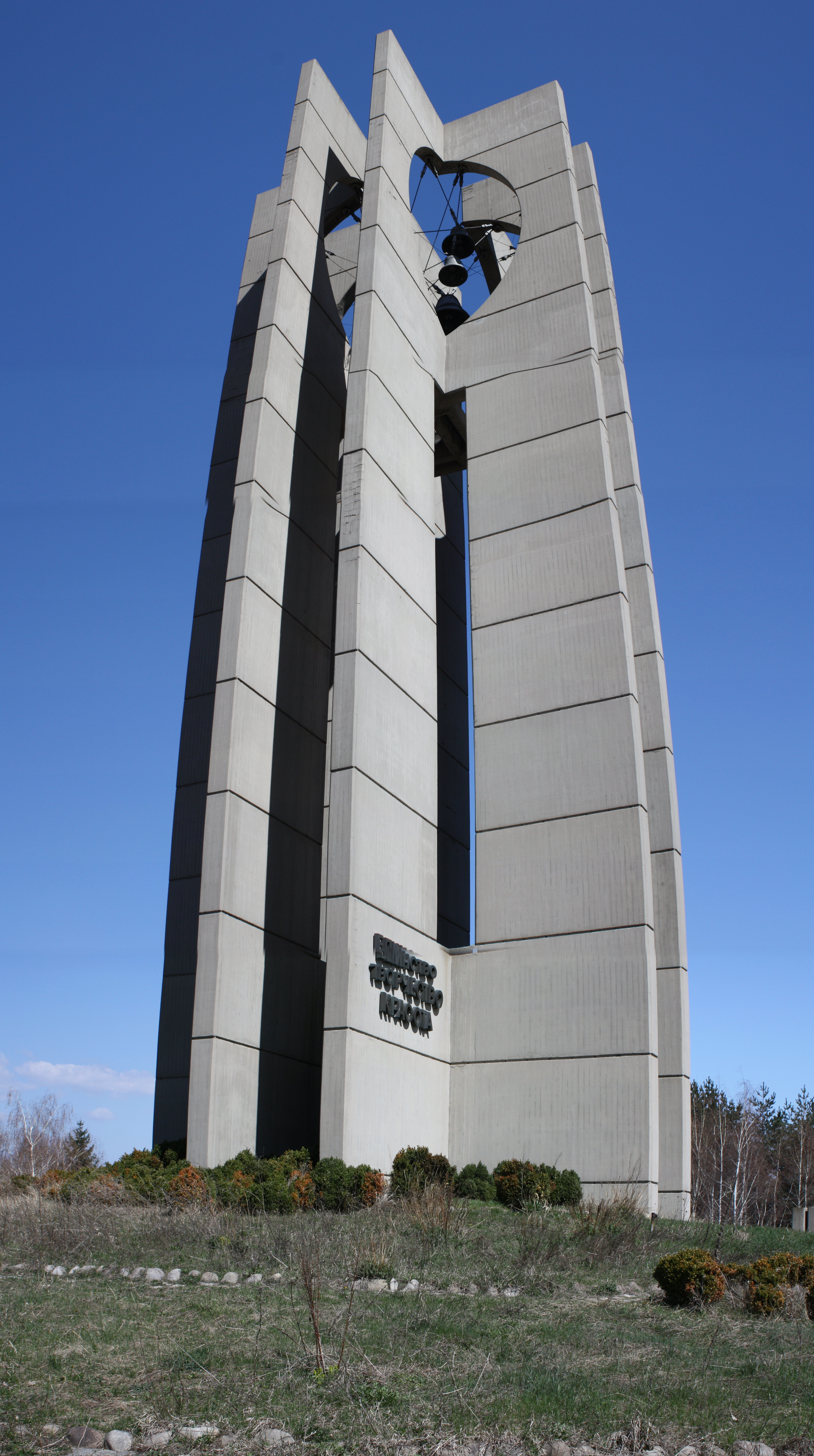
Монумент «Дзвони» біля сіл Бистриця і Панчарево

У 1971 році була призначена заступником голови Комітету дружби і культурних зв'язків із зарубіжними країнами (1971—1972 рр.), заступником голови Комітету з питань культури і мистецтв (1972—1973 рр.). З 1975 року і до життя — голова Комітету з питань культури і мистецтва в ранзі міністра, депутат Народних зборів НРБ. 1975 р. очолила Раду творчих спілок.
1976 р. увійшла до складу ЦК БКП, з 1979 р. — у складі Політбюро ЦК болгарської компартії.
Особиста позиція Л. Живкової сприяла відкриттю культурної сфери Болгарії для несоціалістичного світу. Була реалізована ідея створення галереї іноземного мистецтва в Софії, проведено низку міжнародних виставок і заходів. На її особисте запрошення Болгарію відвідували відомі іноземні письменники, композитори та художники.
За її ініціативою організовано святкування «1300 років Болгарії», будівництво Національного палацу культури (НДК) в Софії (у 1981—1990 рр. носив її ім'я), відкриття тисяч культурних центрів, бібліотек, музеїв і галерей по всій країні. Під її патронатом відбувалися археологічні експедиції.
Завдяки її особистому втручанню було врятовано від знесення Царський палац у Софії, на місці якого планувалося звести адміністративну споруду.
За її ініціативи, 1979 рік ООН оголосило Роком Дитини. У період з 15 по 25 серпня 1979 р. у Софії під егідою ООН та ЮНЕСКО пройшла Перша Міжнародна дитяча асамблея «Прапор Миру». Кульмінацією заходів стало відкриття комплексу «Дзвони»

### Захоплення східною філософією та езотерикою
Після того, як Л. Живкова потрапила в автомобільну аварію, почав зростати її інтерес до східної культури, релігійної містики, езотерики та окультизму. Цікавилася «Агні-Йогою», неодноразово відвідувала провидицю Вангу. 1975 р. в Індії зустрілася із засновником філософського соціального вчення Агні-Йоги Святославом Реріхом, погляди якого в СРСР цензурувалися. За три роки Л. Живкова здійснила «ексцентричний жест», проголосивши 1978 рік — «Роком Реріха в Болгарії». Популяризація подібних ідей викликала роздратування у Москві, проте радянське посольство отримало запевнення, що заходи «реріхівського року» не суперечитимуть принципам марксизму-ленінізму. Проголошувалася реалізація державної культурної програми «Десятиріччя видатних людей», першим серед яких мав стати Рік Реріха, наступний, 1979 рік, було присвячено Леонардо да Вінчі, 1980 р. — Володимиру Леніну. Навесні 1978 р. С. Реріх відвідав Болгарію. Йому було присвоєне звання Почесного доктора Великотирновського університету, обрано Почесним членом Болгарської академії наук, нагороджено орденом Кирила і Мефодія І ступеня.
1981 р. Л. Живоква відвідала Ауровіль. Роком раніше вона увійшла до складу міжнародної консультативної ради з 5 осіб при уряді Індії у справах Ауровіля. «Світанковому місту» було передано болгарську літературу, ікони та 1300 троянд.
Ексцентричні захоплення «комуністичної принцеси» викликали роздратування у середовищі болгарської еліти, наприкінці життя деякі її починання критикувалися, а після її смерті поступово почали згортатися.

## Особисте життя
Від першого шлюбу з Любомиром Стойчевим мала доньку Євгенію (Жені). Перші роки після падіння комуністичного режиму в Болгарії Жені Живкова працювала в індустрії моди. У 2001—2009 рр. була депутатом болгарських Народних Зборів від коаліції «За Болгарію», входила до складу болгарської делегації в ПАРЄ.
Від другого шлюбу з Іваном Славковим народився син Тодор.

## Смерть
Померла за декілька днів до 39-ти річчя. Висувалися версії політичного вбивства, самогубства внаслідок депресії (в останні місяці свого життя Живкова страждала від серйозної втрати ваги). Офіційною причиною смерті названо крововилив в мозок.

## Вшанування пам'яті
Після смерті у 1981 р. на її честь були названі бульвар та Національний палац культури у Софії. 1990 р. ці об'єкти були перейменовані.